# パッション・ベアトリス
『パッション・ベアトリス』（原題:La Passion Béatrice 伊語:Quarto comandamento）は、1987年製作のフランスイタリアの合作映画。日本公開は1991年10月12日。
イタリア・ルネッサンス時代のベアトリーチェ・チェンチの悲劇を舞台をフランスに置き換えたもの。

## 概説
親殺しの因果を背負った14世紀の地方の豪族の父娘の愛憎、イギリスとの戦争で豹変した父親と娘の苦悩と悲劇。過去に同じ題材でルチオ・フルチも映画化しているものの、全く違う視点で描かれている。

## あらすじ
父フランソワ（フランチェスコ）は盗賊のような非道の限りを尽くし、妻と息子たちを虐待し、娘ベアトリスとの近親姦という狂行に出る。

## スタッフ
- 監督：ベルトラン・タヴェルニエ
- 脚本：コロ・タヴェルニエ・オアガン
- 製作：アドルフ・ビエッツィ
- 撮影：ブルーノ・ド・ケイゼル
- 音楽：ロン・カーター

## キャスト
- ジュリー・デルピー：ベアトリス
- ベルナール・ピエール・ドナドュー（フランス語版）：フランソワ
- ニルス・タヴェルニエ：アーノルド
- モニーク・ショーメット（フランス語版）
- ジャン・クロード・アドラン（フランス語版）
- マキシム・ルロー（フランス語版）